# Mike Kelley
Mike Kelley (Detroit, 1954 – Pasadena, 2012) fue un artista conceptual y pintor estadounidense.

## Biografía
Mike Kelley estudió en la Universidad de Míchigan y en el Instituto Californiano de Artes, donde asistió a clases de Douglas Huebler y John Baldessari, entre otros. De espíritu provocador, su trabajo se interesó desde muy pronto por el mundo oscuro del deseo, el estilo de vida estadounidense y la hipocresía de la familia, la religión, la sexualidad o la educación. Con una personalidad a contracorriente, su obra incluye performances, instalaciones y esculturas. Con humor negro, a menudo incorpora juguetes infantiles y objetos cotidianos de estética kitsch, a los que otorga un significado subversivo. Detrás de los muñecos de trapo y de los animales de peluche que lo dieron a conocer, se esconden tensiones y un humor ácido. Durante muchos años, Kelley colaboró en proyectos de vídeo como director o protagonista, siempre con una gran intensidad dramática. Entre sus colaboradores hay figuras destacadas del arte, la performance, el cine o el videoarte, como Paul McCarthy, Raymond Pettibon, Ericka Beckman o Tony Oursler, con quien formó el grupo de rock Poetics. Nunca dejó de trabajar con músicos amigos como Iggy Pop o Sonic Youth.
En 2013, el Stedelijk Museum de Ámsterdam organizó una gran retrospectiva sobre su obra, que posteriormente viajó al Centro Pompidou, al MoMA PS1 de Nueva York y al Museum of Contemporary Art de Los Ángeles. En 1993, se vio una retrospectiva de su obra en el Whitney Museum of American Art de Nueva York y en 1997 otra en el Museo de Arte Contemporáneo de Barcelona, que después se pudo ver en el Center for Contemporary Art de Malmö (Suecia) y en el Stedelijk Van Abbemuseum de Eindhoven. 
La obra de Kelley está presente en múltiples colecciones como el Metropolitan Museum of Arte de Nueva York, el Centro Pompidou, el Museum für Moderner Kunst de Viena y el Solomon R. Guggenheim Museum de Nueva York.